# 帕斯卡尔·约阿迪姆纳吉
帕斯卡尔·约阿迪姆纳吉（Pascal Yaodimnadji，1950年—2007年2月23日），查德前總理。
他與查德總統伊德裡斯·代比為同一政黨。2005年2月查德國內一次罷工中，前任總理穆薩·法基未處理妥善，以致引咎辭職。之後，帕斯卡尔·约阿迪姆纳吉被查德之代比總統提拔成為該國總理。
2007年2月23日凌晨，约阿迪姆纳吉因腦溢血在法國巴黎一家醫院逝世。